# Большие мягкотелые черепахи
Большие мягкотелые черепахи (лат. Pelochelys) — род черепах из семейства трёхкоготных черепах.

## Описание
Одни из наиболее крупных пресноводных черепах.
Карапакс очень сильно уплощённый, с широкой хрящевой каймой. Голова широкая, глаза маленькие, сдвинутые к концу морды. Хоботок короткий. На лапах сильно развитые перепонки.
Род имеет довольно обширный ареал в Южной и Юго-Восточной Азии.
Большие мягкотелые черепахи ведут водный образ жизни. Живут в пресной воде, предпочитая глубокие и широкие реки, но могут жить в солоноватой воде устьев рек и в морской воде. Хорошо плавают, преодолевая быстрое течение. На берегу появляются очень редко, для того, чтобы отложить яйца.

## Классификация
Ранее считалось, что в род входит один широко распространённый вид — большая мягкотелая черепаха (Pelochelys bibroni). Но недавние исследования показали, что черепахи, относимые к этому виду, на самом деле являются, по меньшей мере, тремя самостоятельными видами.
Виды:
- Большая мягкотелая черепаха (Pelochelys bibroni)
- Pelochelys cantorii
- Pelochelys signifera

Название Pelochelys bibroni теперь используется только для популяций черепах, обитающих в южной части Новой Гвинеи. К виду Pelochelys cantorii отнесены черепахи из западной части ареала рода — с Азиатского материка и некоторых островов. Популяции из северной части Новой Гвинеи отнесены к виду Pelochelys signifera.